# Idaea obrepta
Idaea obrepta är en fjärilsart som beskrevs av Louis Beethoven Prout 1938. Idaea obrepta ingår i släktet Idaea och familjen mätare. Inga underarter finns listade i Catalogue of Life.